# Franziskus von Paula Schönborn
Franziskus von Paula Graf von Schönborn (en checo: František Schönborn; 24 de enero de 1844-25 de junio de 1899) fue un cardenal católico checo.

## Biografía
Nacido en Praga el 24 de enero de 1844 en el seno de la antigua familia noble de la Casa de Schönborn, fue el cuarto hijo del conde Erwein Damian Hugo von Schönborn (1812-1881) y su esposa, la condesa Christina Maria Josefa von Brühl (1817-1902), nieta del conde Alois Friedrich von Brühl.
Sus abuelos paternos eran el conde Friedrich Karl Joseph von Schönborn y su esposa, la baronesa Maria Anna von Kerpen (hija menor del barón Wilhelm Lothar Maria von Kerpen y hermana de la baronesa Maria Charlotte Karolina von Kerpen (1782-1841), esposa de Fernando Kinsky de Wchinitz y Tettau).
Schönborn fue el quinto obispo de České Budějovice entre 1883 y 1885, el vigésimo octavo arzobispo de Praga desde 1885 y fue nombrado cardenal-presbítero de San Juan y San Pablo en 1889.